# Zápas na Letních olympijských hrách 1948
Zápas na letních olympijských hrách 1948 svedl do bojů o medaile 219 zápasníků z 29 zemí. Ti se utkali o 16 sad medailí v osmi váhových kategoriích ve volném stylu a v osmi v řecko-římském.

## Medailisté

### Řecko-římský zápas
| Kategorie                | Zlato                             | Stříbro                          | Bronz                           |
| ------------------------ | --------------------------------- | -------------------------------- | ------------------------------- |
| Muší váha (52 kg)        | Pietro Lombardi · Itálie (ITA)    | Kenan Olcay · Turecko (TUR)      | Reino Kangasmäki · Finsko (FIN) |
| Bantamová váha (57 kg)   | Kurt Pettersén · Švédsko (SWE)    | Ali Mahmoud Hassan · Egypt (EGY) | Halil Kaya · Turecko (TUR)      |
| Pérová váha (62 kg)      | Mehmet Oktav · Turecko (TUR)      | Olle Anderberg · Švédsko (SWE)   | Ferenc Tóth · Maďarsko (HUN)    |
| Lehká váha (67 kg)       | Gustav Freij · Švédsko (SWE)      | Aage Eriksen · Norsko (NOR)      | Károly Ferencz · Maďarsko (HUN) |
| Welterová váha (73 kg)   | Gösta Andersson · Švédsko (SWE)   | Miklós Szilvási · Maďarsko (HUN) | Henrik Hansen · Dánsko (DEN)    |
| Střední váha (79 kg)     | Axel Grönberg · Švédsko (SWE)     | Muhlis Tayfur · Turecko (TUR)    | Ercole Gallegati · Itálie (ITA) |
| Lehká těžká váha (87 kg) | Karl-Erik Nilsson · Švédsko (SWE) | Kelpo Gröndahl · Finsko (FIN)    | Ibrahim Orabi · Egypt (EGY)     |
| Těžká váha (+87 kg)      | Ahmet Kireççi · Turecko (TUR)     | Tor Nilsson · Švédsko (SWE)      | Guido Fantoni · Itálie (ITA)    |

### Volný styl
| Kategorie                | Zlato                                           | Stříbro                                      | Bronz                                         |
| ------------------------ | ----------------------------------------------- | -------------------------------------------- | --------------------------------------------- |
| Muší váha (52 kg)        | Lenni Viitala · Finsko (FIN)                    | Halit Balamir · Turecko (TUR)                | Thure Johansson · Švédsko (SWE)               |
| Bantamová váha (57 kg)   | Nasuh Akar · Turecko (TUR)                      | Gerald Leeman · Spojené státy americké (USA) | Charles Kouyos · Francie (FRA)                |
| Pérová váha (62 kg)      | Gazanfer Bilge · Turecko (TUR)                  | Ivar Sjölin · Švédsko (SWE)                  | Adolf Müller · Švýcarsko (SUI)                |
| Lehká váha (67 kg)       | Celal Atik · Turecko (TUR)                      | Gösta Frändfors · Švédsko (SWE)              | Hermann Baumann · Švýcarsko (SUI)             |
| Welterová váha (73 kg)   | Yaşar Doğu · Turecko (TUR)                      | Dick Garrard · Austrálie (AUS)               | Leland Merrill · Spojené státy americké (USA) |
| Střední váha (79 kg)     | Glen Brand · Spojené státy americké (USA)       | Adil Candemir · Turecko (TUR)                | Erik Lindén · Švédsko (SWE)                   |
| Lehká těžká váha (87 kg) | Henry Wittenberg · Spojené státy americké (USA) | Fritz Stöckli · Švýcarsko (SUI)              | Bengt Fahlqvist · Švédsko (SWE)               |
| Těžká váha (+97 kg)      | Gyula Bóbis · Maďarsko (HUN)                    | Bertil Antonsson · Švédsko (SWE)             | Joseph Armstrong · Austrálie (AUS)            |

## Přehled medailí
| Pořadí | Země                         | Zlato | Stříbro | Bronz | Celkově |
| ------ | ---------------------------- | ----- | ------- | ----- | ------- |
| 1      | Turecko (TUR)                | 6     | 4       | 1     | 11      |
| 2      | Švédsko (SWE)                | 5     | 5       | 3     | 13      |
| 3      | Spojené státy americké (USA) | 2     | 1       | 1     | 4       |
| 4      | Maďarsko (HUN)               | 1     | 1       | 2     | 4       |
| 5      | Finsko (FIN)                 | 1     | 1       | 1     | 3       |
| 6      | Itálie (ITA)                 | 1     | 0       | 2     | 3       |
| 7      | Švýcarsko (SUI)              | 0     | 1       | 2     | 3       |
| 8      | Austrálie (AUS)              | 0     | 1       | 1     | 2       |
| 8      | Egypt (EGY)                  | 0     | 1       | 1     | 2       |
| 10     | Norsko (NOR)                 | 0     | 1       | 0     | 1       |
| 11     | Dánsko (DEN)                 | 0     | 0       | 1     | 1       |
| 11     | Francie (FRA)                | 0     | 0       | 1     | 1       |
| Celkem | Celkem                       | 16    | 16      | 16    | 48      |

## Zúčastněné země
Do bojů o medaile zasáhlo 219 zápasníků z 29 zemí:
| - Argentina (8) - Austrálie (4) - Belgie (9) - Československo (3) - Dánsko (5) - Egypt (13) - Filipíny (1) - Finsko (15) | - Francie (11) - Indie (6) - Itálie (11) - Írán (7) - Jihoafrická unie (3) - Jižní Korea (4) - Kanada (6) | - Kuba (3) - Libanon (5) - Lucembursko (2) - Maďarsko (11) - Mexiko (4) - Nizozemsko (4) - Norsko (6) | - Rakousko (5) - Řecko (5) - Spojené státy americké (8) - Švédsko (16) - Švýcarsko (12) - Turecko (16) - Velká Británie (16) |